# The Limp Twins
The Limps Twins est un duo originaire du Royaume-Uni, composé de Will Holland et Russ Porter. Tous deux définissent leur musique comme un assemblage éclectique de soul, jazz et acid jazz, funk et ska. Leur premier album Tales From Beyond The Groove est sorti en 2003 sur le label « Tru Thoughts ».

## Discographie

### Albums
- 2003 : Tales From Beyond The Groove

1. Tales from beyond the groove
2. Elemental
3. The limping song
4. The dub that sank my sub
5. Living well
6. Moving closer to the sofa
7. Another day in the life of Mr Jones
8. If it ain't broke... break it !
9. Get it back
10. Sunday driver
11. Bitter & twistered

### Singles
- 2001 : Living well
- 2002 : Moving closer to the sofa
- 2003 : Elemental

### Compilations
La plupart des titres de l'album Tales From The Beyond The Groove sont trouvables sur de nombreuses compilations, notamment celles de L' Hôtel Coste et de la radio Nova.